# Neoepiscardia fletcheri
Neoepiscardia fletcheri är en fjärilsart som beskrevs av László Anthony Gozmány. Neoepiscardia fletcheri ingår i släktet Neoepiscardia och familjen äkta malar. Inga underarter finns listade i Catalogue of Life.